# Titularbistum Aspendus
Aspendus (ital.: Aspendo) ist ein Titularbistum der römisch-katholischen Kirche.
Es geht zurück auf ein untergegangenes Bistum des antiken Orts Aspendos in Pamphylien. Es gehörte der Kirchenprovinz Side an.
| Titularbischöfe von Aspendus |                                   |                                                      |                   |                  |
| Nr.                          | Name                              | Amt                                                  | von               | bis              |
| 1                            | Louis-Elisée Fatiguet CM          | Apostolischer Vikar von Nordjiangxi (Republik China) | 24. Februar 1911  | 13. Februar 1931 |
| 2                            | Alfonso Maria Corrado Ferroni OFM | Apostolischer Vikar von Laohokow (China)             | 27. Januar 1932   | 11. April 1946   |
| 3                            | Joseph-Paul Futy MS               | Apostolischer Vikar von Antsirabé (Madagaskar)       | 13. Februar 1947  | 12. August 1956  |
| 4                            | John Fergus O’Grady OMI           | Apostolischer Vikar von Prince Rupert (Kanada)       | 19. Dezember 1955 | 13. Juli 1967    |